# Fiendish Freddy's Big Top O' Fun
Fiendish Freddy's Big Top O' Fun è un videogioco basato sull'esecuzione di diversi numeri da circo, pubblicato nel 1989-1990 da Mindscape per molti home computer, prima a 16 bit e poi a 8 bit. Divenne anche uno dei quattro giochi in dotazione con la console Commodore 64 Games System.

## Trama
Il circo del giocatore corre il rischio di essere chiuso per debiti. Per salvarlo bisogna riuscire a incassare almeno 10000 dollari grazie a un solo spettacolo, comprendente sei numeri di alta pericolosità. Dopo ogni numero appare una giuria di pagliacci che ne valuta la riuscita e vengono mostrati i dollari guadagnati in base al successo avuto. A rendere le cose più difficili, il creditore ha inviato il suo scagnozzo Fiendish Freddy, che travestito da pagliaccio si infiltra nel circo e tenta di sabotare la riuscita dei numeri con metodi assurdi.
In caso di fallimento al posto del circo verrà costruito un palazzo, mentre se si raggiunge l'obiettivo finale il circo si salva e Freddy viene spiaccicato catapultandogli sopra la cicciona del circo.
Il tutto è presentato con stile grafico e umorismo tipico da cartone animato.

## Modalità di gioco
Il gioco è composto da 6 eventi d'azione completamente diversi tra loro, in cui il giocatore controlla il relativo circense impegnato nell'acrobazia. Freddy può disturbare ciascuna prova in modo diverso, apparendo periodicamente oppure quando il giocatore commette certi errori.
È possibile fare pratica su un evento a scelta oppure affrontarli tutti nell'ordine prestabilito, puntando all'obiettivo di 10000 dollari.
Nel gioco completo possono partecipare fino a 5 giocatori, che giocano in modo alternato, tentando di guadagnare più denaro, che è conteggiato separatamente; per salvare il circo, almeno uno deve raggiungere 10000 dollari.
I sei eventi sono:
- Tuffi: il circense deve tuffarsi da altezze sempre più elevate dentro tinozze sempre più piccole, fino a dover centrare una tazza dalla cima del tendone. Durante la caduta deve roteare e infine assumere una posa, e ovviamente centrare la tinozza correggendo le deviazioni laterali.
- Giocoleria: si controlla un pagliaccio sul monociclo e mentre ci si sposta lateralmente pedalando bisogna prendere e rilanciare con le due mani i vari oggetti che vengono passati dalla foca assistente, ma ogni tanto compare Freddy che passa delle bombe.
- Trapezio: l'acrobata deve saltare da un trapezio oscillante all'altro scegliendo i tempi giusti, nello stile di Jungle Hunt.
- Lancio di coltelli: bisogna colpire dei palloncini attaccati a un bersaglio rotante, visto in prima persona, evitando la donna legata mani e piedi al bersaglio. Freddy può disturbare la visuale con dei fumogeni.
- Funambolismo: l'acrobata visto in prospettiva deve attraversare la corda tesa, dosando l'avanzata e il bilanciamento con l'asta a destra e sinistra. L'asta può servire anche per parare le lame lanciate da Freddy.
- Uomo cannone: prima si regolano potenza del cannone e distanza della rete di atterraggio, poi si deve sparare nel momento con l'angolazione giusta mentre il cannone si inclina.